# Consultation préalable en Amérique latine

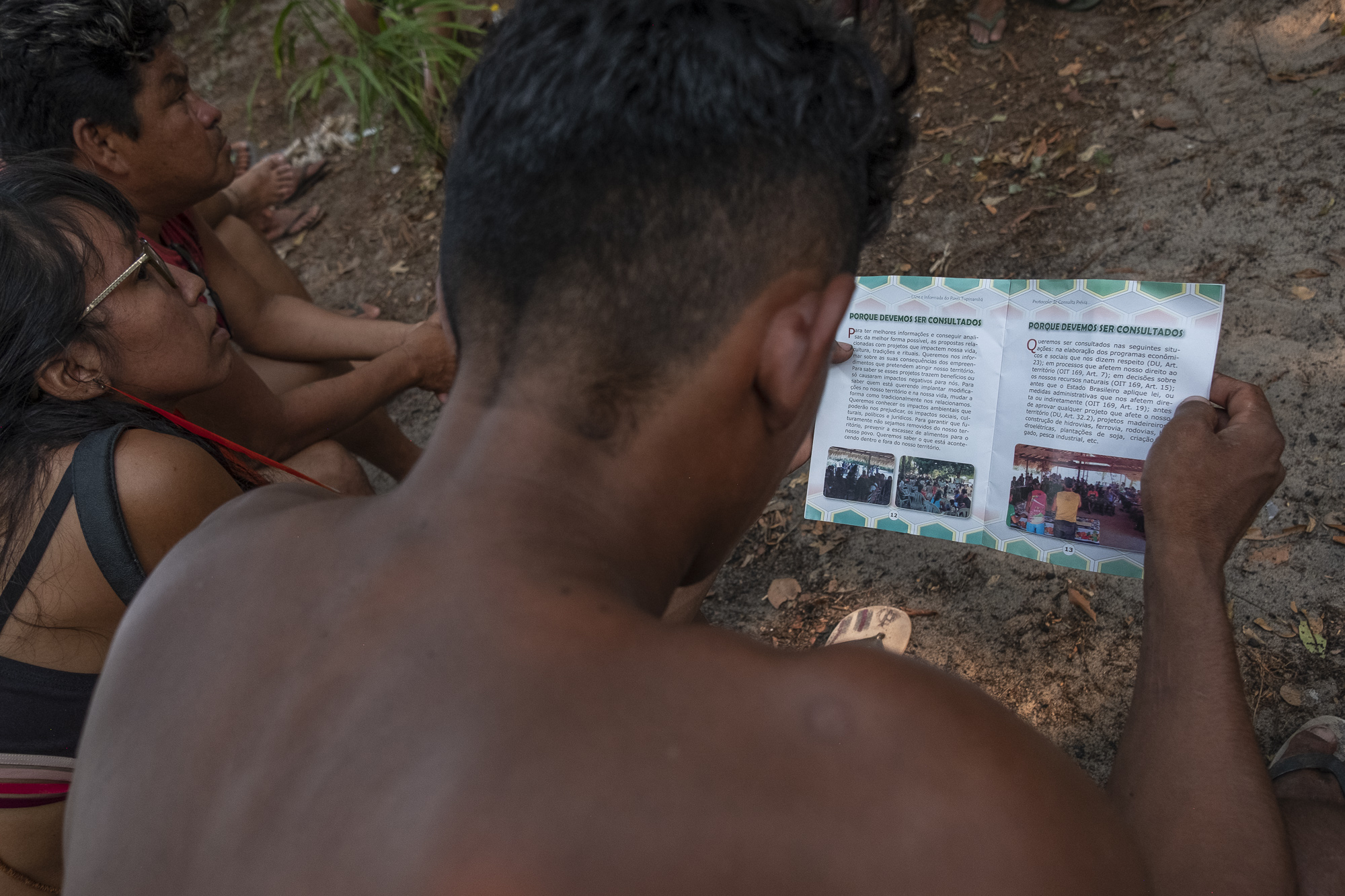
Une personne tupinamba lit la brochure d'un protocole communautaire sur la consultation préalable.

En Amérique latine, la consultation préalable désigne les procédures visant à recueillir le libre consentement préalable et éclairé des peuples autochtones lorsque des ressources naturelles vont être extraites de leur territoire. Ces processus ont été inspirés par le devoir de consultation (en) qui existe en droit canadien. Une particularité de l'Amérique latine à cet égard est que de nombreuses communautés se sont dotées de leurs propres protocoles de consultation préalable.

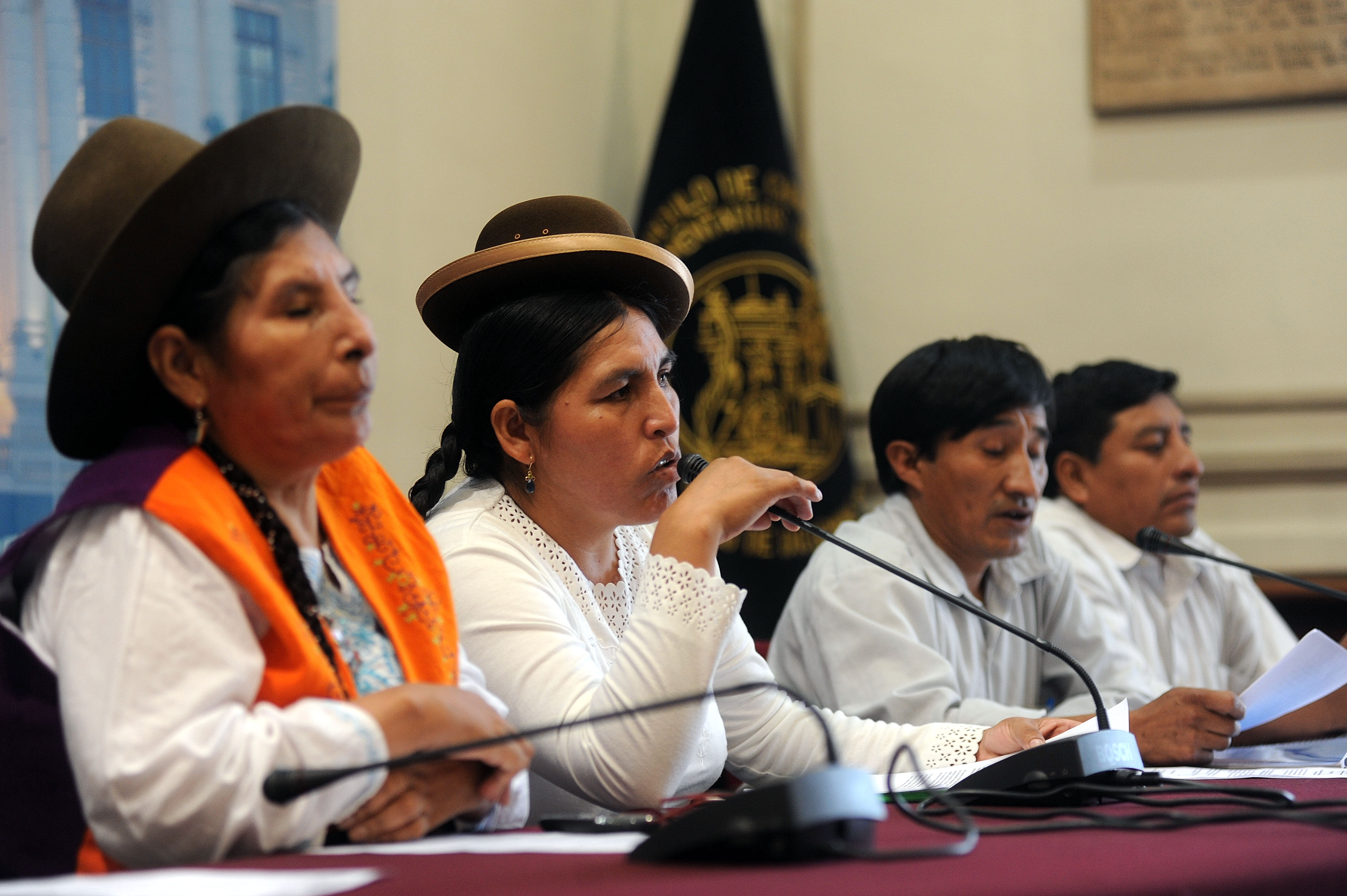
Réunion autour de la.